# Steven Brault
Pour les articles homonymes, voir Brault.
Steven Joseph Brault (né le 29 avril 1992 à La Mesa, Californie, États-Unis) est un lanceur gaucher des Cubs de Chicago de la Ligue majeure de baseball.

## Carrière
Joueur des Rangers de la Regis University à Denver au Colorado, Steven Brault est choisi par les Orioles de Baltimore au 11e tour de sélection du repêchage amateur de 2013. Il fait ses débuts professionnels dans les ligues mineures avec un premier club affilié aux Orioles en 2013 et dispute deux saisons dans cette organisation. 
Le 20 février 2015, Brault est échangé aux Pirates de Pittsburgh en tant que joueur à être nommé plus tard promis par les Orioles lors de l'acquisition le 27 janvier précédent du voltigeur des Pirates Travis Snider.
Steven Brault fait ses débuts dans le baseball majeur comme lanceur partant des Pirates de Pittsburgh le 5 juillet 2016 face aux Cardinals de Saint-Louis.